# Mosor
Mosor, gorski hrbet v srednji Dalmaciji. 
Mosor je apnenčasti gorski hrbet severovzhodno od Splita. Razprostira se v smeri dinarskega gorovja od državne ceste D1 (E71) pri kraju Klis do naselja Blato na Cetini in reke Cetine, ki se pri Omišu izliva v Jadransko morje. V dolžino meri okoli 25 km. Najvišji vrh je Veliki Kabal (1339 m), nekoliko pod vrhom stoji »Vicikov stolp«, sestavljen iz železnih plošč s koničastim vrhom. Ostali vrhovi višji od 1000 m: Ljubelj (1331 m), Sveti Jure (tudi Kozik, 1319 m), Ljubljan (1262 m), Botanja (1196 m) in Debelo Brdo (1044 m). Vès gorski masiv je skalnat, večinoma brez vegetacije in vode z mnogimi votlinami (Vranjača, Trojama in drugimi) ter jamami (Podlednica, Snižnica, Velika Gajna in druge). Na goro vodi več dobro označenih planinskih poti. Najbolj zanimiva in najlažja je iz Splita do planinske koče. Skozi Mosor so med leti 1957 do 1962 zgradili za hidroelektrarno Zakučac dva vsporedna  hidroenergetska tunela dolga po 9,6 km s premerom 6,1 in 6,5 m.